# Kontrabluff
Kontrabluff är ett kortspel som är konstruerat av den brittiske kortspelsspecialisten David Parlett och som presenterades 1977. Det kan beskrivas som en form av poker avsett för två deltagare och är ett spel som erbjuder stora bluffmöjligheter.
Spelet består av ett antal omgångar och avslutas när en av spelarna har uppnått den fastställda vinnande poängsumman. I varje omgång är målet att lägga upp en vinnande pokerhand med hjälp av de tio kort vardera spelaren har på handen. Spelar man om bästa pokerhand, lägger spelarna växelvis ut ett kort i taget till dess de lagt fem kort var eller någon av dem passar. Poäng för bästa hand delas ut i proportion till det sammanlagda antalet utlagda kort. Spelar man i stället om sämsta pokerhand lägger en av spelarna ner fem kort med baksidan uppåt, varefter motspelaren har valet att acceptera denna hand som vinnande eller att syna, det vill säga att utmana genom att själv lägga upp fem kort; i det senare fallet är den vinnande handen värd fler poäng än i det första fallet.